# Ewelina Walendziak
Ewelina Walendziak (ur. 22 kwietnia 1985 w Kobyłce) – polska aktorka, absolwentka VIII LO Władysława IV w Warszawie, studiowała italianistykę na Uniwersytecie Warszawskim. Obecnie pracuje w Instytucie Komunikacji Specjalistycznej i Interkulturowej Uniwersytetu Warszawskiego.
Jeden z członków założycieli organizacji Italiani in Polonia promującej kulturę włoską.

## Wybrana filmografia
- 2007: Sztuczki – Elka, siostra Stefka
- 2010: Robert Mitchum nie żyje

## Nagrody
- 2008 – Nagroda aktorska na Międzynarodowym Festiwalu Kina Autorskiego w Rabacie za rolę w filmie Sztuczki